# Altfrid
Saint Altfrid ou Altfrid de Hildesheim, né vers 800 et mort le 15 août 874, est un homme d'Église de l'époque carolingienne, fondateur de l'abbaye d'Essen et évêque de Hildesheim de 851 jusqu'à sa mort. Une figure majeure de la Francie orientale au IXe siècle, il fut également un proche conseiller du roi Louis II le Germanique.

## Biographie
Une hagiographie d'Altfried n'existe pas ; son nom est mentionné pour la première fois dans un acte du 3 octobre 852, lorsqu'il a participé au concile de Mayence. Selon les chroniques de Hildesheim, il est décédé à un âge avancé, ce qui signifie qu'il est né au début du IXe siècle. Il était un membre d'une noble famille, possiblement apparentée à la dynastie des Ludolphides, possédant de nombreux biens dans la région du Harz en Saxe et également le domaine d'Astnithi (Essen). Il reçoit une solide formation spirituelle ; on croit qu'il devint moine bénédictin à l'abbaye de Corvey.

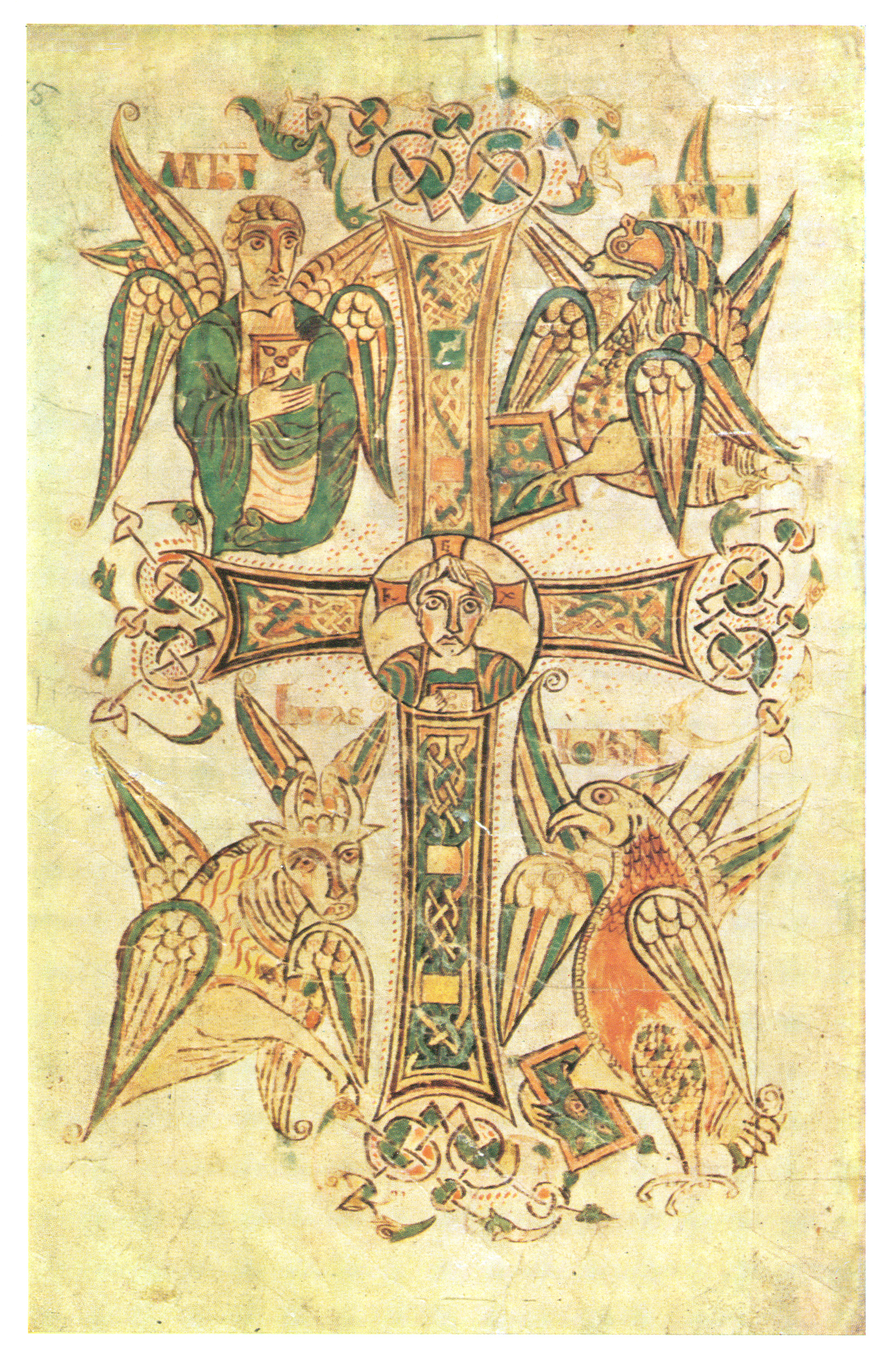
Évangéliaire carolingien (vers 800) ayant appartenu à l'évêque Altfrid.

En 851, il succédera à Ebon en tant qu'évêque de Hildesheim,  après que le roi Louis II de Germanie a fait valoir son influence. Il s'empresse de répéter les ordinations de son prédécesseur contesté afin d'éviter toute incertitude survenant relatif à leur validité. En 864, il fit transférer les reliques de saint Marsus, rapportées d'Auxerre, dans un endroit inconnu ; il est possible que le bénéficiaire  ait été l'abbaye de Corvey. Il a d'ailleurs posé la première pierre pour la construction de la cathédrale Sainte-Marie de Hildesheim consacrée en 872.
Un conseiller proche du roi Louis II, il a su gagner une large reconnaissance, notamment de la part de l'archevêque Hincmar de Reims, consultant à la cour de Charles II le Chauve, roi des Francs. Dans l'exercice de ces fonctions, il a joué un rôle important dans les luttes de pouvoir au sein de l'Empire carolingien. En 860, il a offert son entremise en négociant un accord de paix entre les deux monarques, conclu lors d'une réunion à la basilique Saint-Castor de Coblence. L'évêque accomplit une intense activité diplomatique en se rendant à Asselt, Compiègne et Savonnières en 862 ; deux ans plus tard, on le trouve au concile de Pîtres et en 867, il séjourne à Metz. Il a eu un rôle déterminant dans la conclusion du traité de Meerssen en 870, concernant le partage de la Lotharingie.

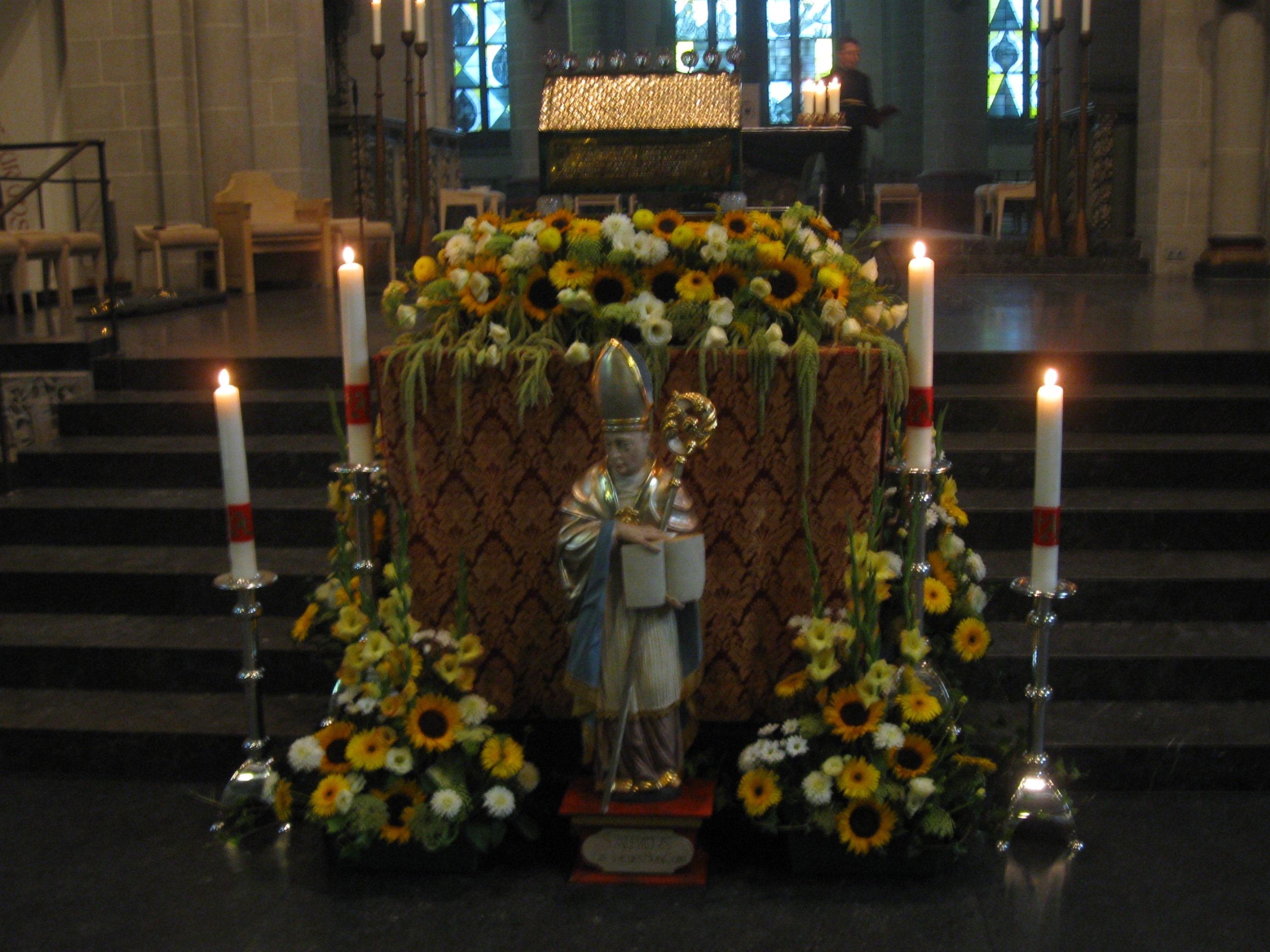
Reliques dans la cathédrale d'Essen.

Vers 846 déjà, Altfrid avait acquis les reliques des saints Côme et Damien à Rome, lorsqu'il fait un pèlerinage accompagnant Liudolf de Saxe et sa femme Oda. Revenu avec la bénédiction du pape Serge II, l'évêque posa la première pierre du couvent à Gandersheim. Il a ensuite créé des autres couvents (Frauenstifte), dont à Lamspringe et à Essen sur l'Hellweg oú son corps repose dans l'ancienne collégiale. Après la fondation du diocèse d'Essen en 1957,  le premier évêque Franz Hengsbach demandait la confirmation papale pour le culte de saint Altfrid qui est  octroyée en 1965. Il est fêté le 15 août.